# Breslaus voetbalkampioenschap 1930/31
In 1930/31 werd het 24ste Breslaus voetbalkampioenschap gespeeld, dat georganiseerd werd door de Zuidoost-Duitse voetbalbond. Hoewel Breslauer FV 06 op de eerste plaats eindigde werd er een play-off gespeeld tegen de tweede in de stand, Breslauer SC 08. Deze laatste club won en werd kampioen. Dit jaar namen de teams niet deel aan de Midden-Silezische eindronde, maar plaatsten zich meteen voor de Zuidoost-Duitse eindronde. De twee clubs eindigden op een tweede plaats achter Beuthener SuSV 09 en speelden een play-off voor de tweede plaats, waarbij nu FV 06 aan het langste eind trok. De club moest dan nog een play-off spelen tegen STC Görlitz, de winnaar van de verliezersgroep, en verloor deze.

## A-Liga
| Plaats | Club                              | Wed. | W  | G | V  | Saldo | Ptn   |
| ------ | --------------------------------- | ---- | -- | - | -- | ----- | ----- |
| 1.     | Breslauer FV 06 (1)               | 14   | 10 | 2 | 2  | 62:23 | 22:6  |
| 2.     | Breslauer SC 08                   | 14   | 10 | 1 | 3  | 62:20 | 21:7  |
| 3.     | Vereinigte Breslauer Sportfreunde | 14   | 8  | 3 | 3  | 46:30 | 19:9  |
| 4.     | VfB 1898 Breslau                  | 14   | 7  | 0 | 7  | 29:27 | 14:14 |
| 5.     | SC Vorwärts Breslau               | 14   | 5  | 3 | 6  | 35:33 | 13:15 |
| 6.     | SC Hertha Breslau                 | 14   | 4  | 4 | 6  | 29:40 | 12:16 |
| 7.     | Breslauer SpVgg Komet 05          | 14   | 3  | 0 | 11 | 23:59 | 6:22  |
| 8.     | VfR 1897 Breslau                  | 14   | 2  | 1 | 11 | 23:77 | 5:23  |

|  | Play-off titel |
|  | Degradatie     |

(1): Breslauer FV Stern 06 nam de naam Breslauer FV 06 aan. 

### Finale
Omdat de competitie niet tijdig afgewerkt werd kwam er een finale tussen de clubs die toen aan de leiding stonden, beide clubs plaatsten zich voor de Zuidoost-Duitse eindronde 
Heen
|                |                 |       |                 |         |
| 4 januari 1931 | Breslauer SC 08 | 3 – 2 | Breslauer FV 06 | Breslau |
| 4 januari 1931 |                 |       |                 | Breslau |

Terug
|                 |                 |       |                 |         |
| 18 januari 1931 | Breslauer FV 06 | 1 – 1 | Breslauer SC 08 | Breslau |
| 18 januari 1931 |                 |       |                 | Breslau |

## B-Liga
| Plaats | Club                        | Wed. | W | G | V | Saldo | Ptn   |
| ------ | --------------------------- | ---- | - | - | - | ----- | ----- |
| 1.     | VSV Union Wacker 08 Breslau | 14   | 9 | 3 | 2 | 38:19 | 21:07 |
| 2.     | SC Alemannia 1909 Breslau   | 14   | 7 | 5 | 2 | 39:21 | 19:09 |
| 3.     | SV Straßenbahn Breslau      | 14   | 6 | 4 | 4 | 25:32 | 16:12 |
| 4.     | SC Schlesien 1901 Breslau   | 14   | 5 | 3 | 6 | 29:28 | 13:15 |
| 5.     | SC Minerva-Rasenfreunde 09  | 14   | 5 | 3 | 6 | 32:32 | 13:15 |
| 6.     | SpVgg 1892 Breslau          | 14   | 3 | 5 | 6 | 27:33 | 11:17 |
| 7.     | SV Grüneiche 1924           | 14   | 4 | 2 | 8 | 30:43 | 10:18 |
| 8.     | SC Germania Breslau         | 14   | 4 | 1 | 9 | 29:41 | 09:19 |

|  | Promotie   |
|  | Degradatie |